# Champs-sur-Marne
Champs-sur-Marne é uma comuna francesa localizada na região administrativa da Ilha de França, no departamento de Sena e Marne. A comuna possui 25 096 habitantes segundo o censo de 2014.

## Educação
- École Nationale des Ponts et Chaussées